# Бадаи аль-Вакаи
«Бада́и аль-вака́и» (перс. بدايع‌الوقايع‎ — «Удивительные события» или «Курьёзные происшествия»; также иногда называется «Вадиат аль-хакайик», перс. وديعةالحقايق‎ — «Склад происшествий») — исторический труд (мемуары) Зайн ад-Дина Васифи (1485—1551/1566) на персидском языке. Является выдающимся источником о культурной и политической жизни Центральной Азии в XV—XVI веках.

## Автор
Васифи родился в 1485 году в Герате (совр. Афганистан), в образованной семье, близкой к литературным кругам. В 16-летнем возрасте он встретился с Алишером Навои. Вскоре началась война между шахом Сефевидского Ирана Исмаилом и узбекским ханом Мухаммед Шейбани. В 1510 году родной город Васифи перешёл в руки Сефевидов и он отправился в Мавераннахр. В 1513—1514 годах он пребывал в Самарканде, затем странствовал по другим городам региона и в 1518 году осел в Ташкенте, где и умер в промежутке между 1551 и 1566 годами.
Свои мемуары под названием «Бадаи аль-Вакаи», в которых он в занимательной форме описывал отдельные случаи из своей жизни, Васифи писал в течение длительного времени. Несколько раз автор переделывал их и посвящал разным влиятельным персонам. В 1538/1539 году они наконец были поднесены шестилетнему сыну узбекского хана Кельди Мухаммеда Хасан-султану, который умер вскоре после этого. Васифи спрятал свою рукопись с намерением продолжить работу над её совершенствованием.

## Содержание книги
Судя по сохранившимся рукописям, в «Бадаи аль-Вакаи» могло быть от 46 до 54 глав. Книга содержит ценные материалы по истории Ирана, Афганистана, Средней Азии и Казахстана: сведения об истории борьбы Тимуридов, Шейбанидов, Сефевидов и Чагатаидов за власть в Центральной Азии. Большой интерес представляют описания повседневной жизни городского населения Средней Азии XV—XVI веков.
В «Бадаи аль-Вакаи» приводятся сведения о великих учёных средневековья: Ибн Сине, Джами, Фирдоуси, Алишере Навои, Камал ад-Дине Бинаи. Описываются поход иранского шаха Исмаила Сефеви на Герат, столкновения между суннитами и шиитами, строительство укрепления Жатан Тахир-ханом, для защиты от калмыков (1520-е годы).
Сведения Васифи — ценнейший источник по истории Казахстана. В «Бадаи аль-Вакаи» впервые казахские земли названы «Казахстаном» (перс. قزاقستان‎). В сочинении приводятся документ под названием «Реляция о победе над казахами» (перс. فتحنامهء قزاق‎), свидетельствующий о создании в 1530-е годы военного союза Шибанидов и Чагатаидов против казахов и киргизов. Сообщается о сражении в местности Санташ узбекско-могольского войска и казахов, и одержанной казахами победе. Есть сведения о южноказахстанских городах Сауран и Яссы (Туркестан).

## Издания и переводы
«Бадаи аль-Вакаи» была широко распространена в дореволюционной Средней Азии и пользовалась популярностью у населения. Книга Васифи была переведена на чагатайский (староузбекский) язык. В 1961 году советский филолог-востоковед А. Н. Болдырев из всех имеющихся рукописных вариантов реконструировал текст-основу «Бадаи аль-Вакаи» (Москва, 1961). Произведение с дополнениями и приложениями в 1971—1972 годах было издано в Тегеране.